# Cerro de Horcones
Cerro de Horcones är en ort i Mexiko.   Den ligger i kommunen Álamo Temapache och delstaten Veracruz, i den sydöstra delen av landet, 230 km nordost om huvudstaden Mexico City. Cerro de Horcones ligger 240 meter över havet och antalet invånare är 132.
Terrängen runt Cerro de Horcones är platt åt sydost, men åt nordväst är den kuperad. Cerro de Horcones ligger uppe på en höjd. Runt Cerro de Horcones är det ganska tätbefolkat, med 70 invånare per kvadratkilometer. Närmaste större samhälle är Temapache, 17,8 km öster om Cerro de Horcones. Trakten runt Cerro de Horcones består till största delen av jordbruksmark.